# La Terrasse (Isère)
Pour les articles homonymes, voir La Terrasse.
La Terrasse est une commune française située dans le département de l'Isère, en région Auvergne-Rhône-Alpes.
La commune est adhérente à la communauté de communes Le Grésivaudan et fait partie du parc naturel régional de Chartreuse. Ses habitants sont appelés les Terrassons.

## Géographie

### Situation et description
Le territoire de la commune de La Terrasse se situe dans la vallée du Grésivaudan, aux pieds du massif de la Chartreuse, approximativement à mi-chemin entre les agglomérations de Grenoble et de Chambéry.

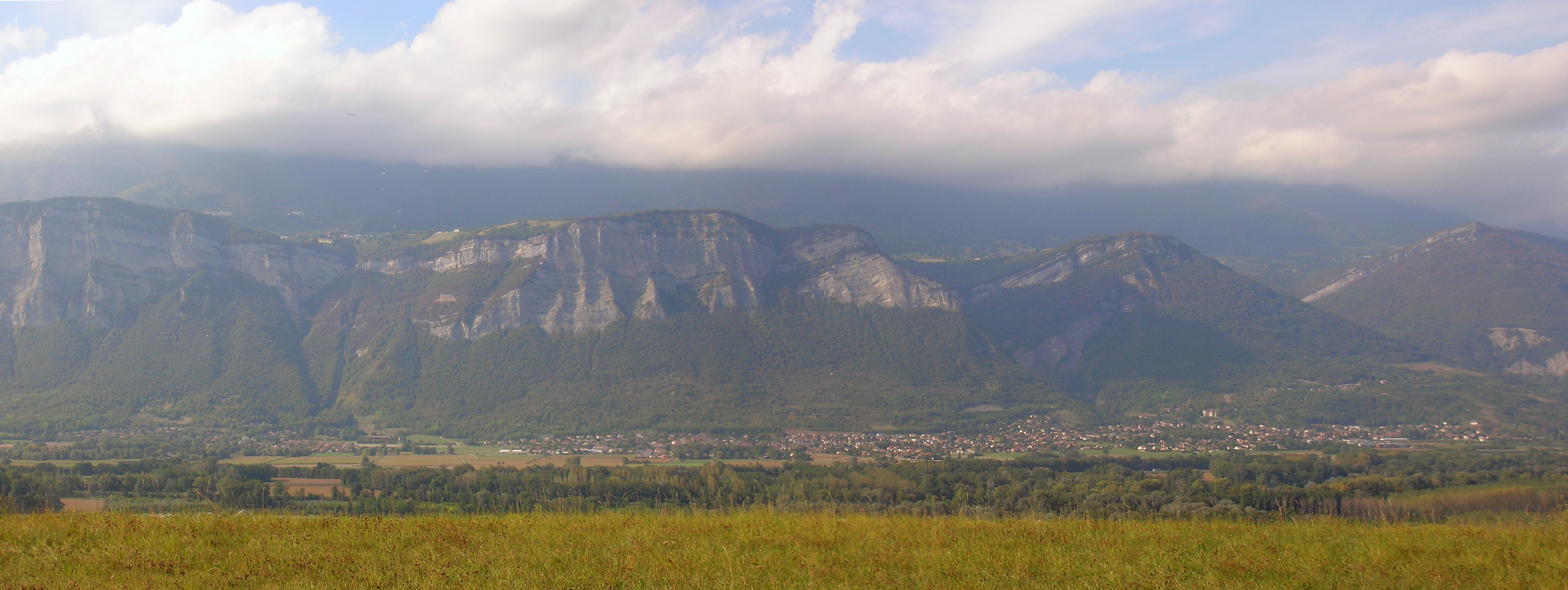
Panorama depuis Le Champ-près-Froges : Lumbin et La Terrasse dans la vallée ; Saint-Hilaire et Saint-Bernard sur les hauts plateaux.

### Climat
Pour des articles plus généraux, voir Climat d'Auvergne-Rhône-Alpes et Climat de l'Isère.
En 2010, le climat de la commune est de type climat des marges montagnardes, selon une étude du Centre national de la recherche scientifique s'appuyant sur une série de données couvrant la période 1971-2000. En 2020, Météo-France publie une typologie des climats de la France métropolitaine dans laquelle la commune est exposée à un climat de montagne ou de marges de montagne et est dans la région climatique  Alpes du nord, caractérisée par une pluviométrie annuelle de 1 200 à 1 500 mm, irrégulièrement répartie en été. 
Pour la période 1971-2000, la température annuelle moyenne est de 11,8 °C, avec une amplitude thermique annuelle de 19,6 °C. Le cumul annuel moyen de précipitations est de 1 342 mm, avec 9,4 jours de précipitations en janvier et 8 jours en juillet. Pour la période 1991-2020, la température moyenne annuelle observée sur la station météorologique de Météo-France la plus proche, « Pipay_sapc », sur la commune de Theys à 6 km à vol d'oiseau, est de 6,3 °C et le cumul annuel moyen de précipitations est de 1 545,8 mm,. Pour l'avenir, les paramètres climatiques de la commune estimés pour 2050 selon différents scénarios d'émission de gaz à effet de serre sont consultables sur un site dédié publié par Météo-France en novembre 2022.

### Hydrographie
Le territoire communal est bordé par l'Isère.

### Voies de communication
Le territoire de la commune de La Terrasse est traversé par deux voies à grande circulation, l'autoroute A41 et la RD 1090, selon un axe nord-sud.

## Urbanisme

### Typologie
Au 1er janvier 2024, La Terrasse est catégorisée ceinture urbaine, selon la nouvelle grille communale de densité à sept niveaux définie par l'Insee en 2022.
Elle appartient à l'unité urbaine de La Terrasse, une agglomération intra-départementale regroupant deux  communes, dont elle est ville-centre,,. Par ailleurs la commune fait partie de l'aire d'attraction de Grenoble, dont elle est une commune de la couronne,. Cette aire, qui regroupe 204 communes, est catégorisée dans les aires de 700 000 habitants ou plus (hors Paris),.

### Occupation des sols
L'occupation des sols de la commune, telle qu'elle ressort de la base de données européenne d’occupation biophysique des sols Corine Land Cover (CLC), est marquée par l'importance des territoires agricoles (43,1 % en 2018), en diminution par rapport à 1990 (46,5 %). La répartition détaillée en 2018 est la suivante : 
forêts (37 %), zones agricoles hétérogènes (26,2 %), zones urbanisées (13,3 %), terres arables (9,5 %), espaces verts artificialisés, non agricoles (5,2 %), cultures permanentes (4,5 %), prairies (2,8 %), eaux continentales (0,9 %), espaces ouverts, sans ou avec peu de végétation (0,6 %). L'évolution de l’occupation des sols de la commune et de ses infrastructures peut être observée sur les différentes représentations cartographiques du territoire : la carte de Cassini (XVIIIe siècle), la carte d'état-major (1820-1866) et les cartes ou photos aériennes de l'IGN pour la période actuelle (1950 à aujourd'hui).

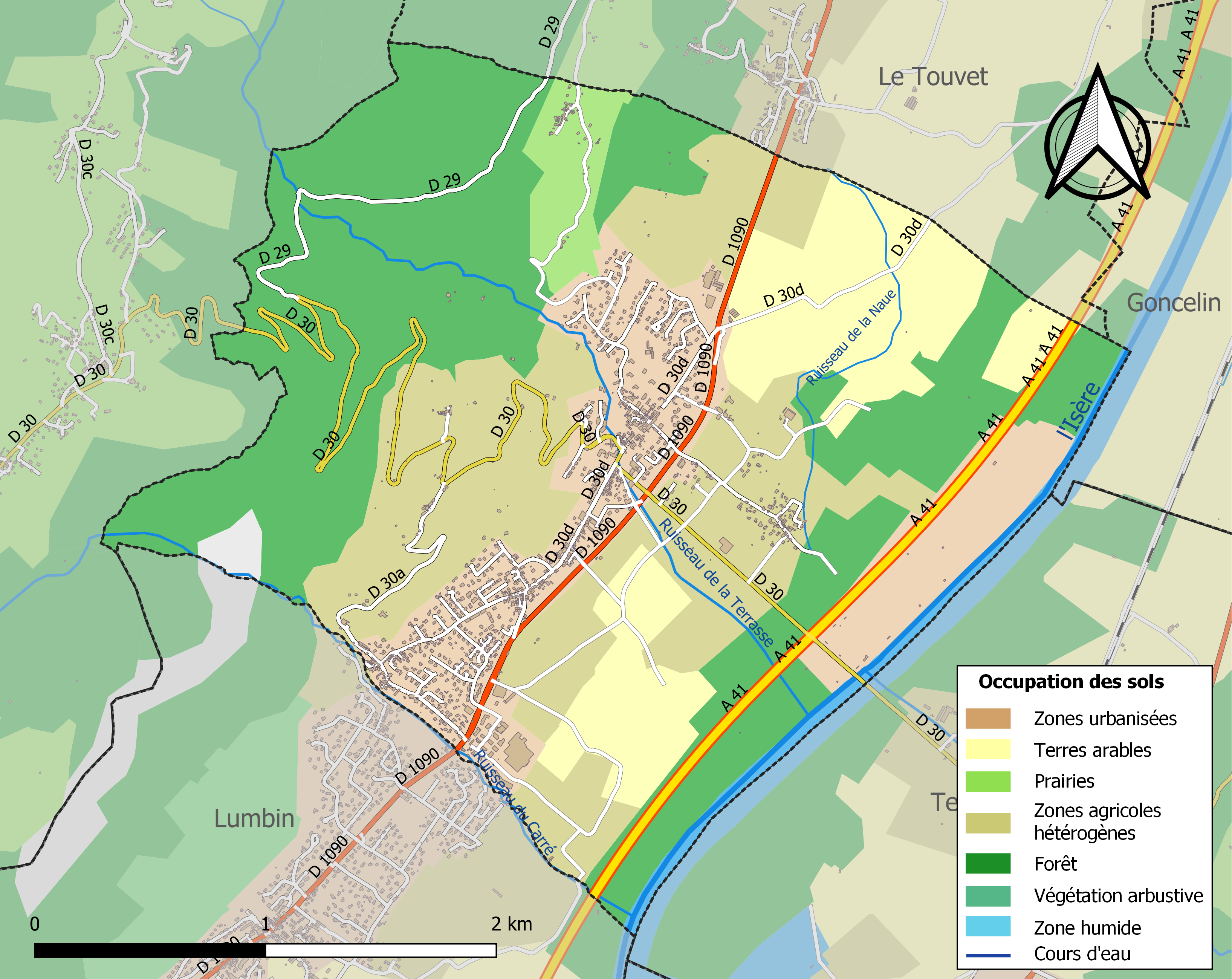
Carte des infrastructures et de l'occupation des sols de la commune en 2018 (CLC).

### Risques naturels et technologiques

#### Risques sismiques
L'ensemble du territoire de la commune de La Terrasse est situé en zone de sismicité n°4, à l'instar de l'ensemble des territoires des communes du massif de la Chartreuse et de la vallée du Gréisvaudan.
| Type de zone | Niveau            | Définitions (bâtiment à risque normal) |
| ------------ | ----------------- | -------------------------------------- |
| Zone 4       | Sismicité moyenne | accélération = 1,6 m/s2                |

## Histoire

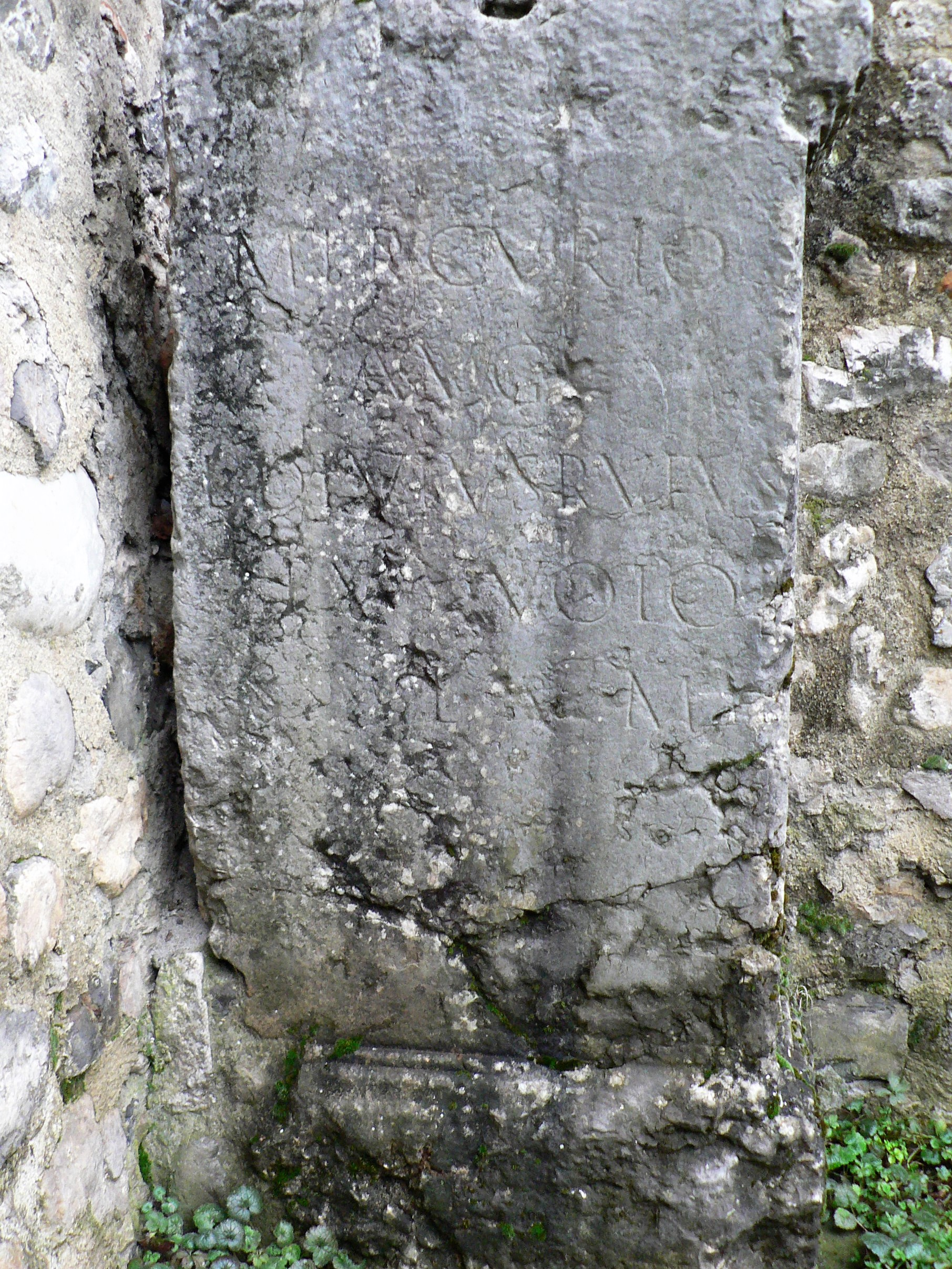
Le fragment d'autel avec inscription votive en Latin, à l'extérieur de l'église Saint Aupre.

La Terrasse est au XIXe siècle une commune en bonne partie viticole. Les vignes occupent alors une bonne partie des coteaux et des premières pentes du massif de la Chartreuse, qui domine la commune. Des hameaux en hauteur, tels Lachat, sont actifs et vivent de la vigne. Une cave viticole (détruite au début des années 2000) sera créée au centre du village.
Le village, comme nombre de communes de la vallée, semble décliner dans les années 1960-1980 : baisse d'activité, vieillissement de la population.
L'expansion économique de Grenoble et de zones industrielles telles celle, très proche, de Crolles vont redynamiser La Terrasse dans les années 1990-2000. Alors les dernières fermes sont abandonnées, les terres agricoles sont loties de pavillons. De nouveaux habitants, travaillant dans l'agglomération grenobloise ou à Crolles, s'y installent. L'école est agrandie (dates ?) et quelques commerces rouvrent leurs portes (une boulangerie, une supérette, etc.).

## Politique et administration

### Liste des maires
| Période                                  | Période      | Identité           | Étiquette | Qualité                                                                              |
| ---------------------------------------- | ------------ | ------------------ | --------- | ------------------------------------------------------------------------------------ |
| 1965                                     | 1981         | Marcel Guichard    | PS        | Responsable des transports routiers SNCF                                             |
| 1981                                     | 1988         | Narcisse Hernandez | PCF       |                                                                                      |
| 1988                                     | juin 1995    | Michel Maillefaud  |           |                                                                                      |
| juin 1995                                | mars 2008    | Georges Bescher    | PS        | Conseiller général du Canton du Touvet (1994-2015) Vice-Président du Conseil Général |
| mars 2008                                | juillet 2017 | Philippe Volpi     | PS        | Retraité                                                                             |
| octobre 2017                             | mai 2020     | Claudie Brun       |           | Retraitée                                                                            |
| mai 2020                                 | En cours     | Annick Guichard    | DVD       | Conseillère départementale depuis 2021                                               |
| Les données manquantes sont à compléter. |              |                    |           |                                                                                      |

## Population et société

### Démographie
L'évolution du nombre d'habitants est connue à travers les recensements de la population effectués dans la commune depuis 1793. Pour les communes de moins de 10 000 habitants, une enquête de recensement portant sur toute la population est réalisée tous les cinq ans, les populations de référence des années intermédiaires étant quant à elles estimées par interpolation ou extrapolation. Pour la commune, le premier recensement exhaustif entrant dans le cadre du nouveau dispositif a été réalisé en 2005.

En 2022, la commune comptait 2 463 habitants, en évolution de −3,56 % par rapport à 2016 (Isère : +3,07 %, France hors Mayotte : +2,11 %).
| 1793 | 1800 | 1806 | 1821  | 1831  | 1836  | 1841  | 1846  | 1851  |
| ---- | ---- | ---- | ----- | ----- | ----- | ----- | ----- | ----- |
| 880  | 780  | 945  | 1 235 | 1 287 | 1 266 | 1 219 | 1 282 | 1 258 |

| 1856  | 1861  | 1866  | 1872  | 1876  | 1881  | 1886  | 1891 | 1896 |
| ----- | ----- | ----- | ----- | ----- | ----- | ----- | ---- | ---- |
| 1 272 | 1 219 | 1 219 | 1 225 | 1 123 | 1 071 | 1 006 | 945  | 907  |

| 1901 | 1906 | 1911 | 1921 | 1926 | 1931 | 1936 | 1946 | 1954 |
| ---- | ---- | ---- | ---- | ---- | ---- | ---- | ---- | ---- |
| 854  | 812  | 717  | 592  | 582  | 625  | 619  | 614  | 745  |

| 1962 | 1968 | 1975 | 1982  | 1990  | 1999  | 2005  | 2006  | 2010  |
| ---- | ---- | ---- | ----- | ----- | ----- | ----- | ----- | ----- |
| 863  | 762  | 835  | 1 012 | 1 291 | 1 913 | 2 189 | 2 218 | 2 374 |

| 2015  | 2020  | 2022  | - | - | - | - | - | - |
| ----- | ----- | ----- | - | - | - | - | - | - |
| 2 567 | 2 495 | 2 463 | - | - | - | - | - | - |

### Enseignement
La commune est rattachée à l'académie de Grenoble.

### Sport

#### Les clubs sportifs
- Le TTG, club de tennis de table des communes du Touvet, Allevard, La Terrasse et Lumbin[20].
- L'ASTT 38  (Association sportive du Touvet-Terrasse 38 football). Club fondé en 2007. Champion d'Isère -13 ans en 2008.

### Médias
Historiquement, le quotidien à grand tirage Le Dauphiné libéré consacre, chaque jour, y compris le dimanche, dans son édition du Grésivaudan, un ou plusieurs articles à l'actualité de la ville, ainsi que des informations sur les éventuelles manifestations locales, les travaux routiers, et autres événements divers à caractère local. 
La commune est située sur l'aire de diffusion de radio Ici Isère, une radio publique qui émet sur tout le territoire du département de l'Isère.

### Cultes
La communauté catholique et l'église de La Terrasse (propriété de la commune) sont rattachées à la paroisse des Saints Apôtres et au doyenné du Haut-Grésivaudan qui sont, quant à eux, rattachés au diocèse de Grenoble.

## Économie
La commune fait partie de l'aire géographique de production et transformation du « Bois de Chartreuse », la première AOC de la filière Bois en France,.

## Culture locale et patrimoine
C'est en partie à La Terrasse qu'a été tourné le film Le Vieil Homme et l'Enfant.

### Lieux et monuments

#### Patrimoine religieux
- L'église Saint-Aupre.

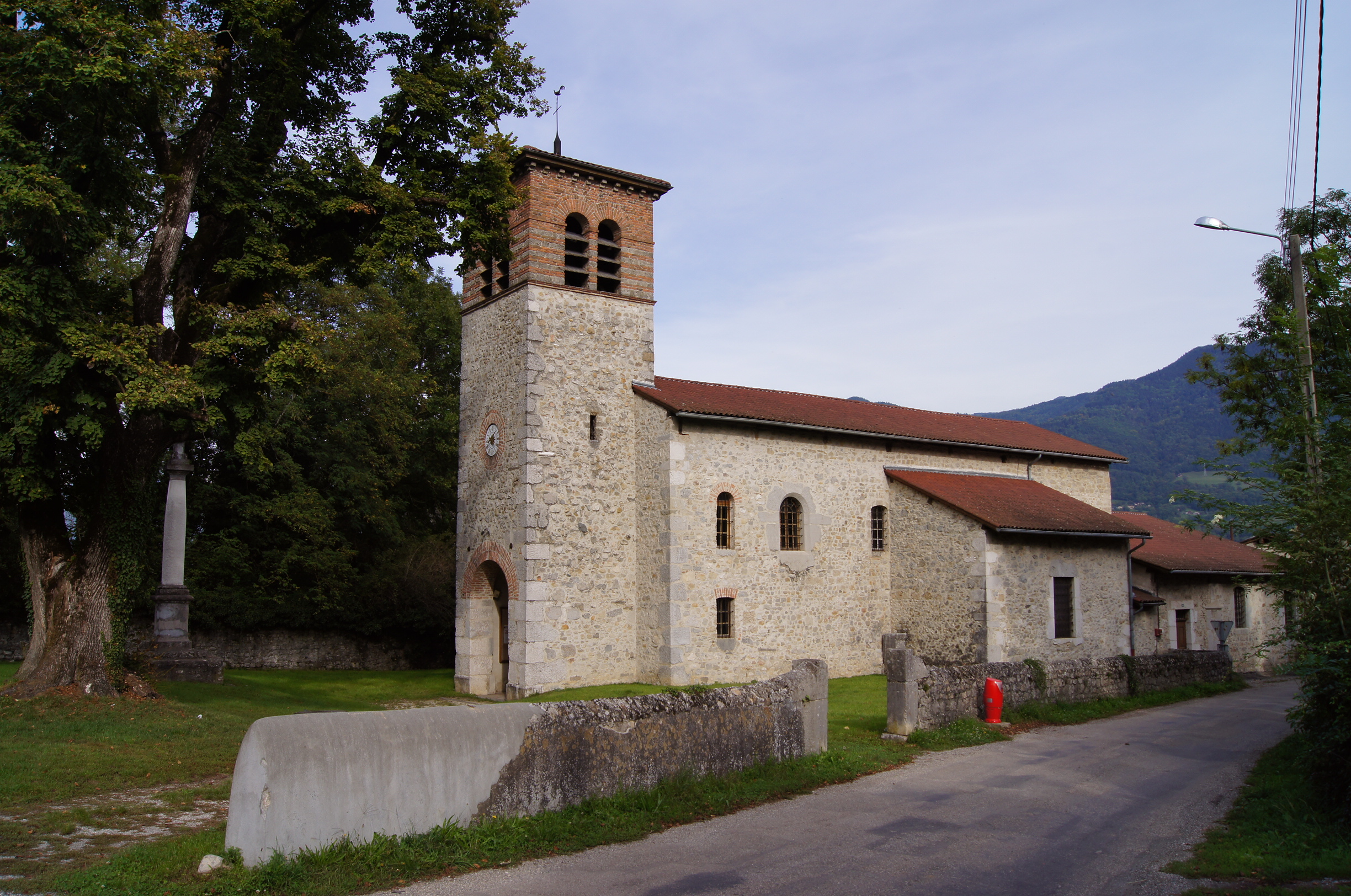
Église de La Terrasse.
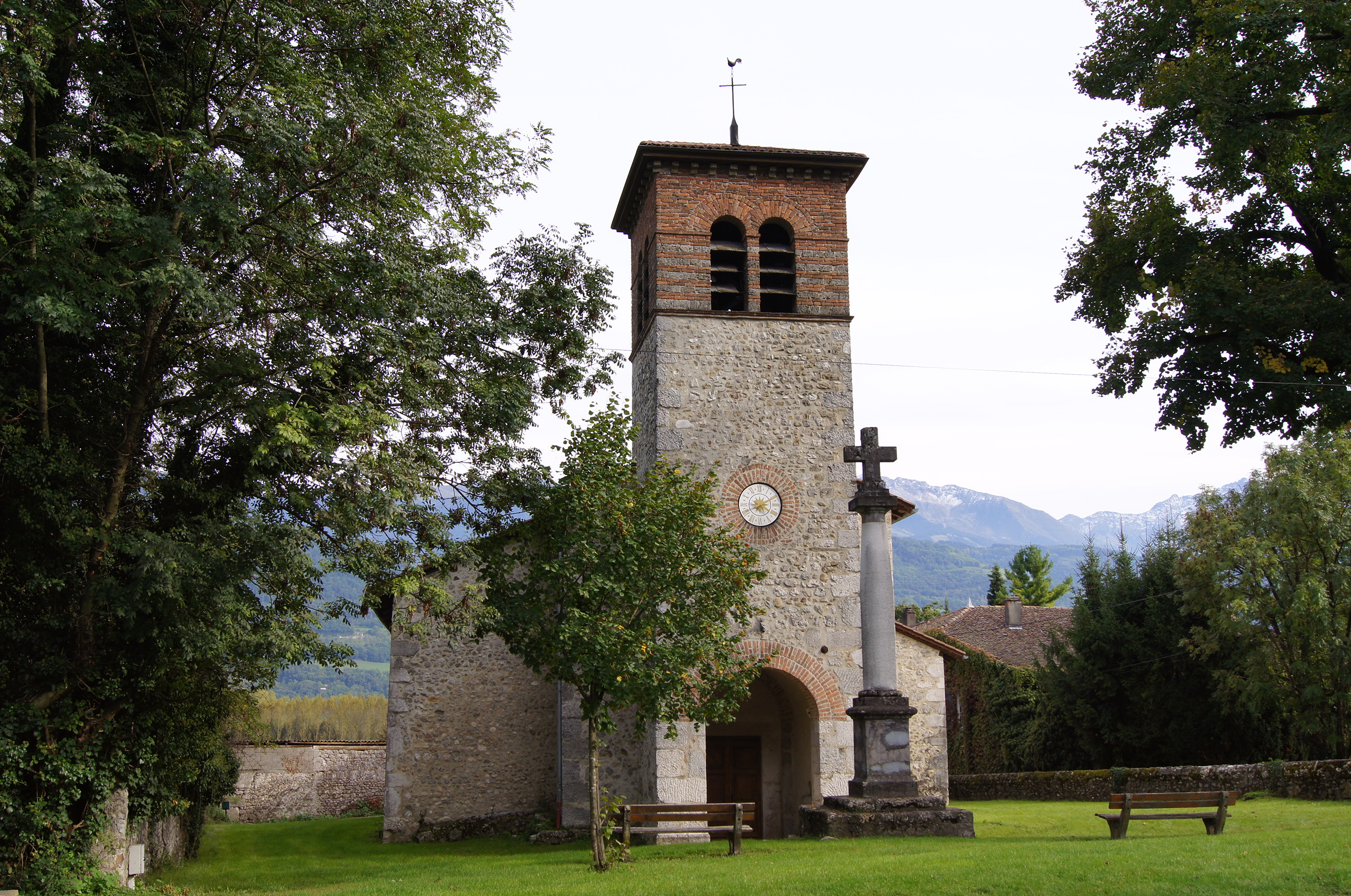
Église de La Terrasse.
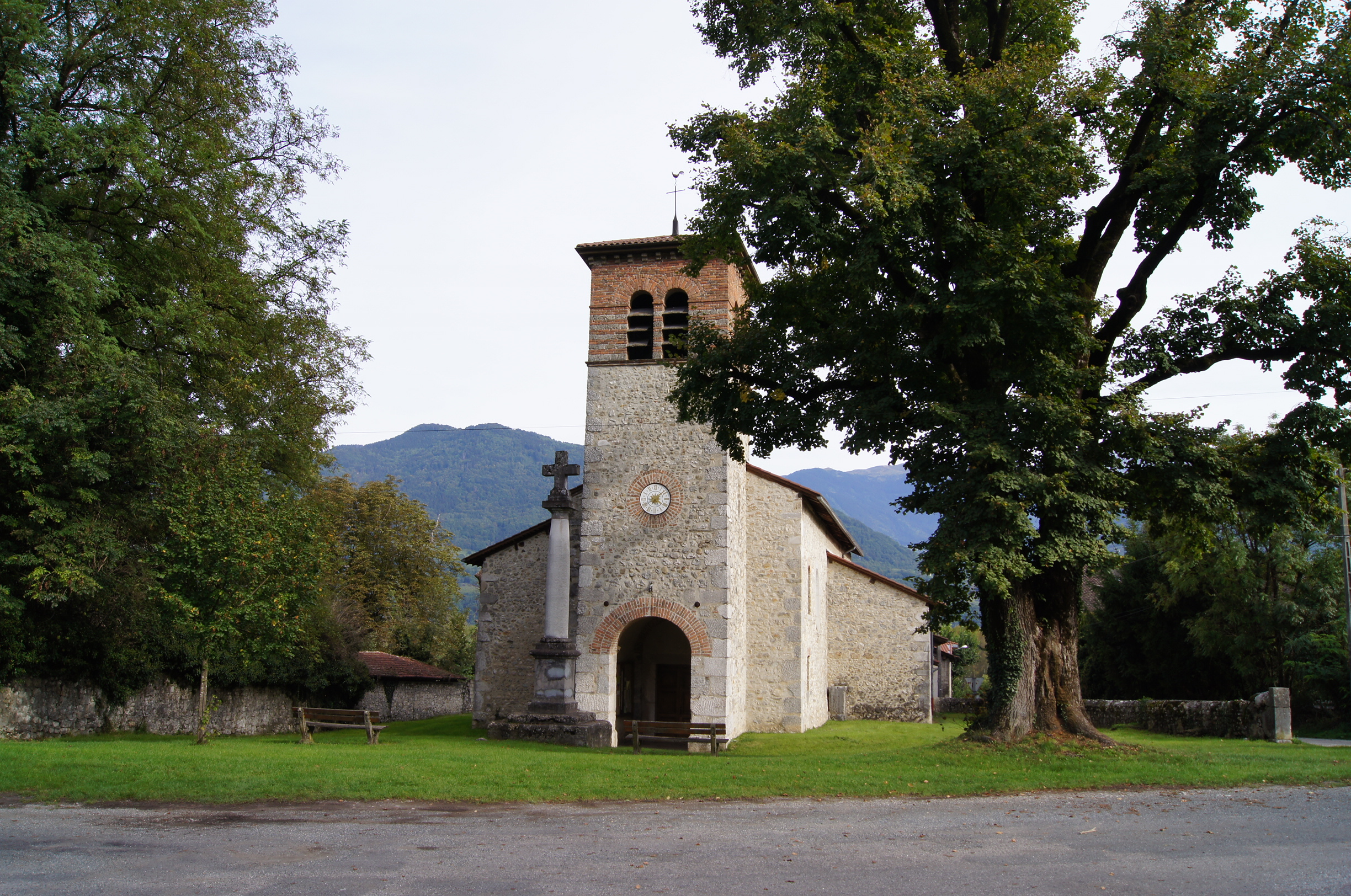
Église de La Terrasse.

#### Patrimoine civil
- Le château du Carre[24],[25], ou maison forte Le Berlioz[26], des XIVe et XVIIe siècles, est inscrit avec ses terrasses au titre des monuments historiques par arrêté du 2 janvier 1995[27].
- Les vestiges du château fort de La Terrasse, ou château fort de Montabon, du XIIe siècle[24].
- La maison forte du Carre, du XIVe siècle[24], ayant appartenu au cinéaste, photographe, explorateur et alpiniste Marcel Ichac.
- La maison forte du Mas de l'église, du XIVe siècle[24].
- La maison forte de l'Évêché, ou maison forte de Roc Revel, du XIVe siècle[24].
- Le château Floquet, ou Mas de Millon, du XVe siècle[24].
- Au village se conservent plusieurs vieilles maisons qui remontent au Moyen Âge[24].

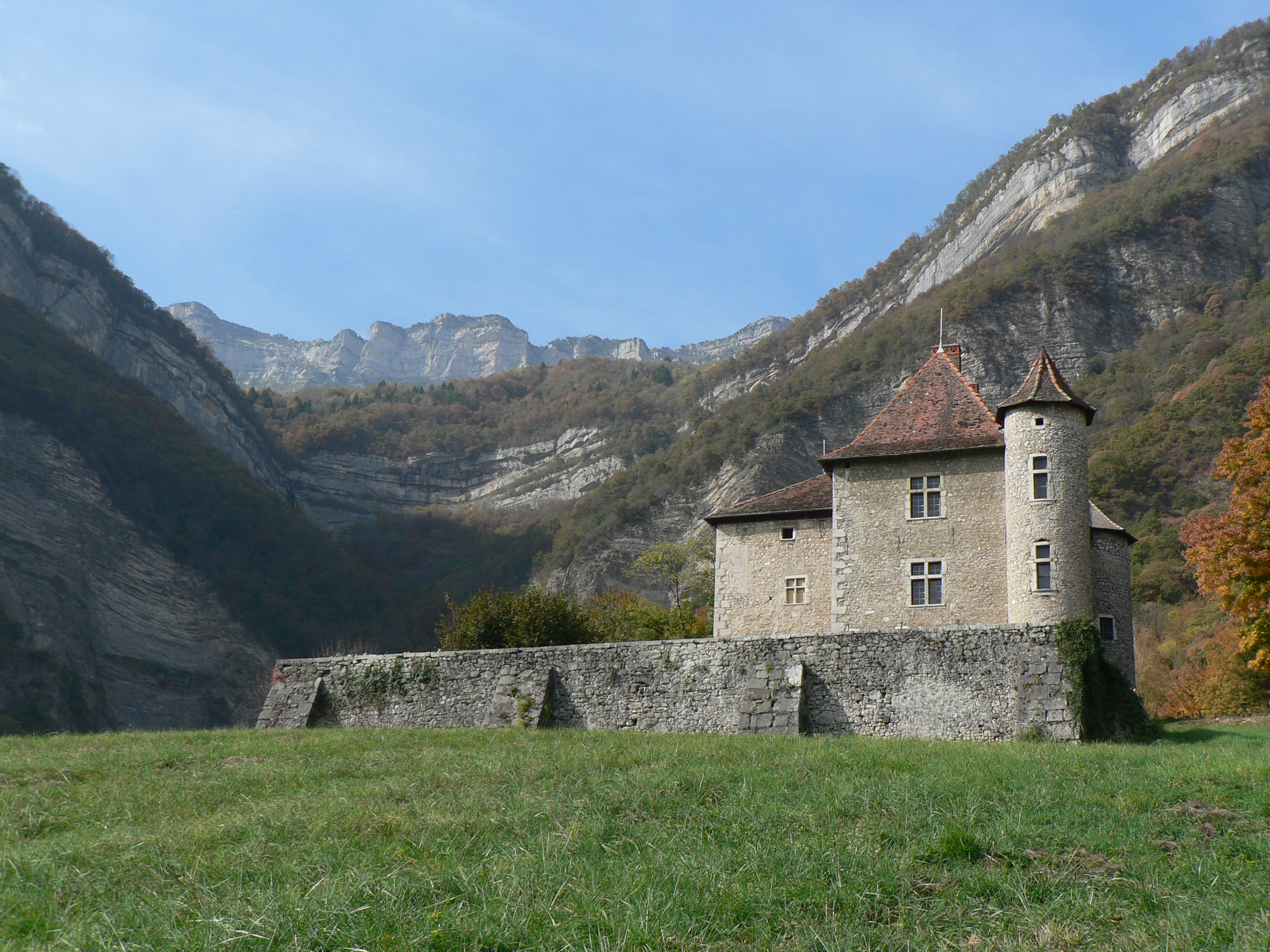
Le château du Carre.
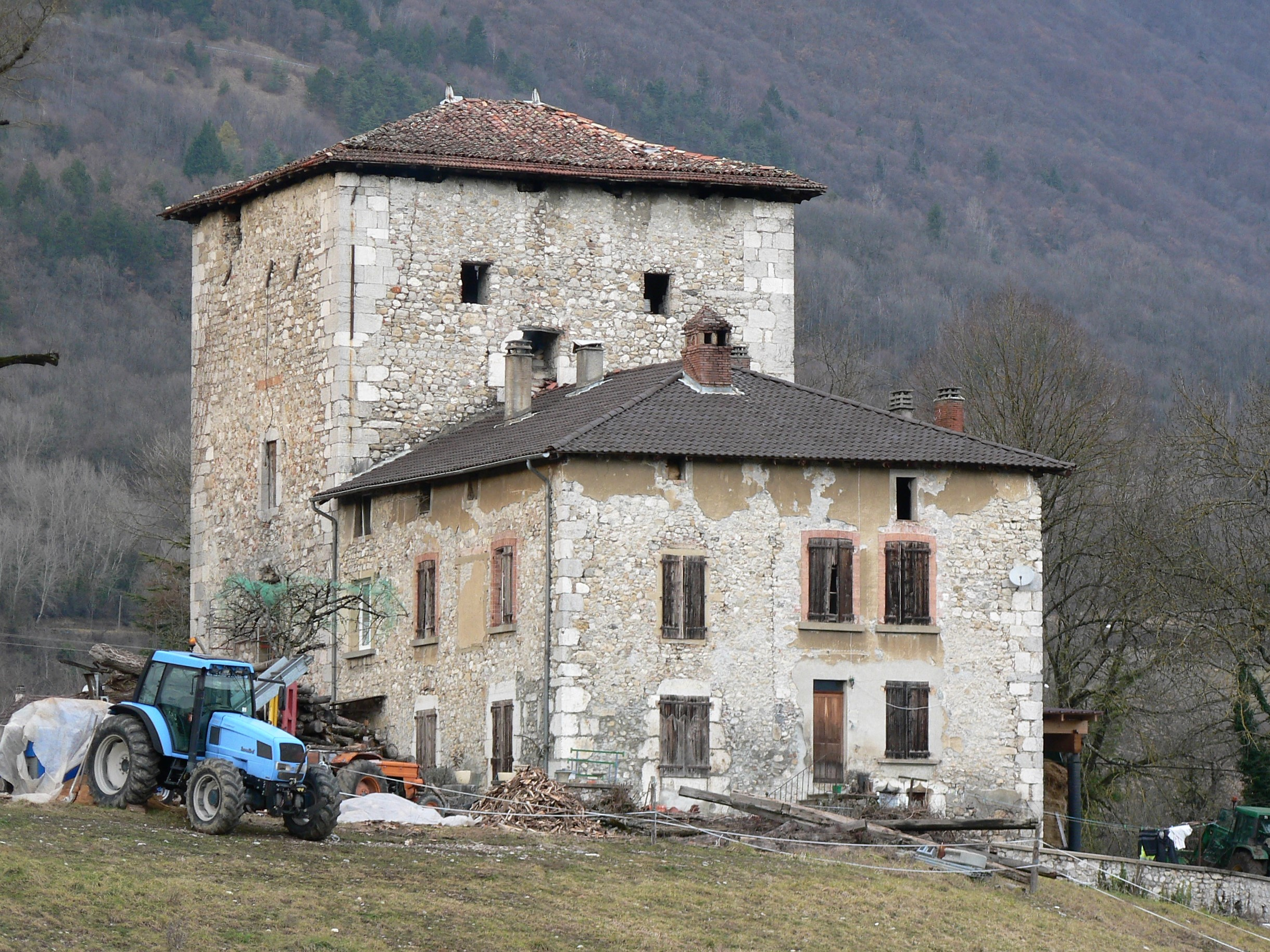
La Maison forte du Mas de l'église.
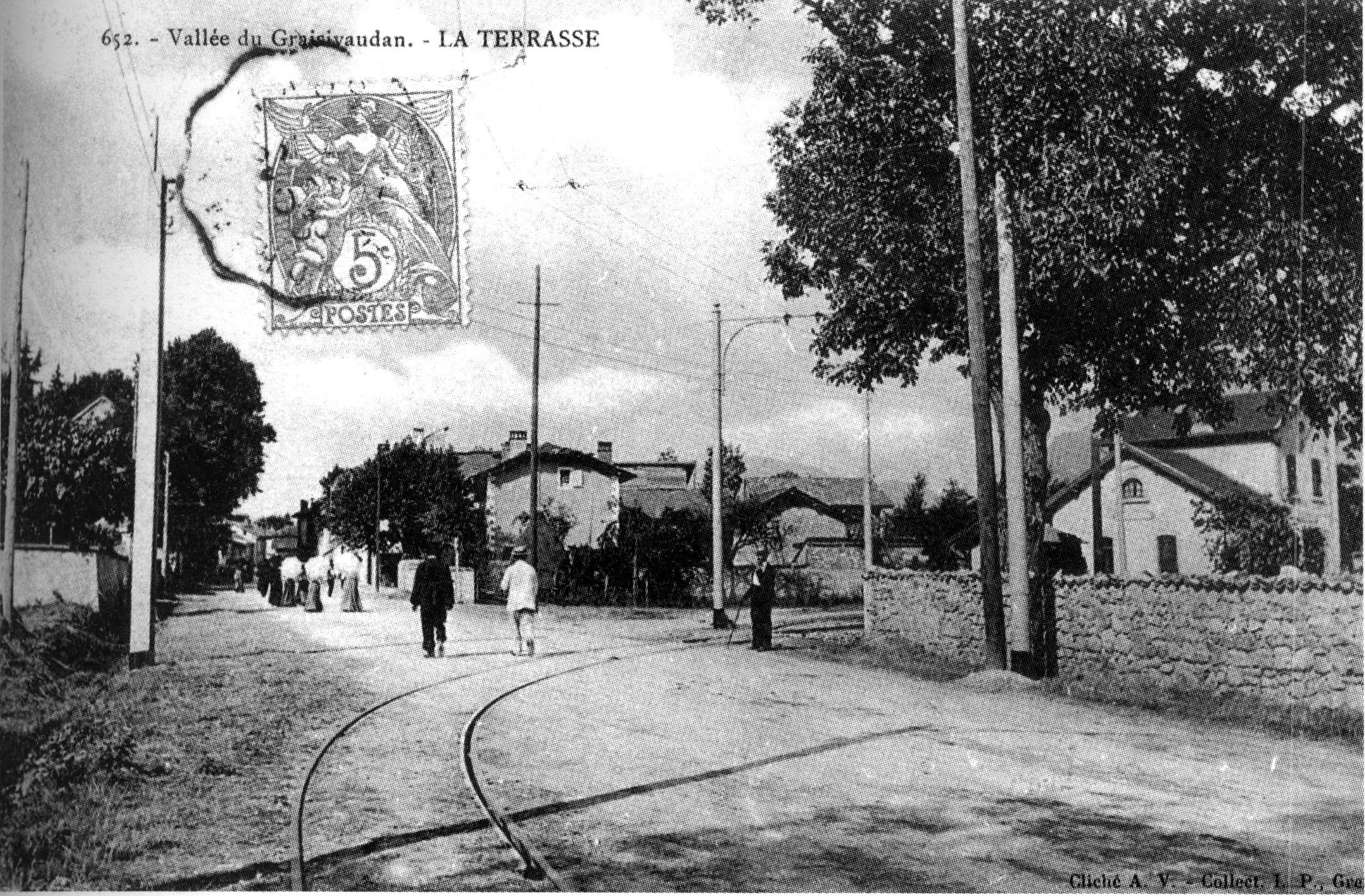
La Terrasse en 1905.
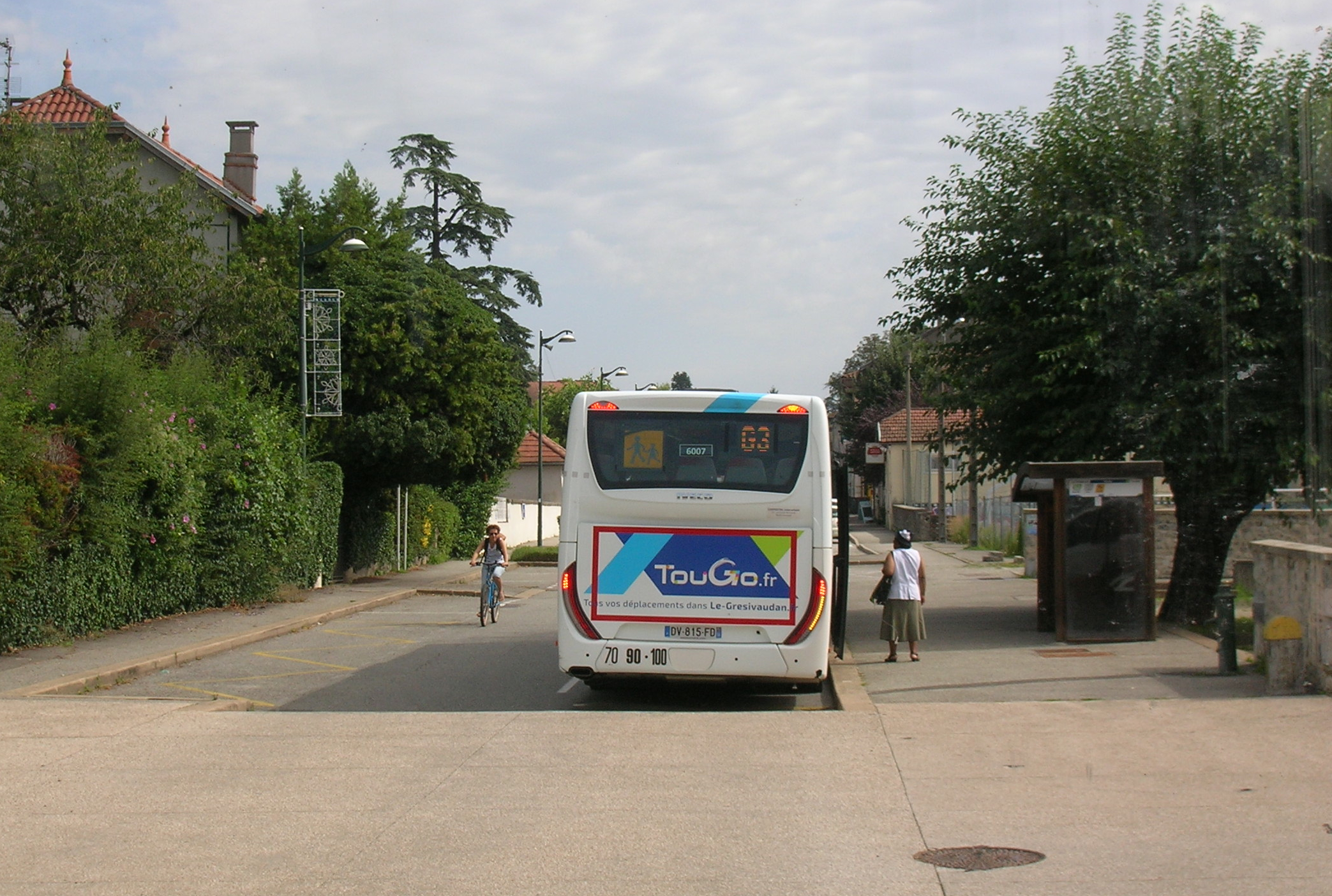
La place de la mairie, avec le bus TouGo à l'arrêt.

#### Patrimoine naturel
- Lac de La Terrasse, base de loisirs intercommunale
- Cascade inférieure du Glésy[24]

La commune fait partie du parc naturel régional de Chartreuse.

### Personnalités liées à la commune
- Hélène Chevrier, cantatrice, née à La Terrasse en 1856, inspiratrice d'Alphonse Daudet, créatrice du rôle de Marie de Gonzague dans Cinq-Mars de Gounod (1877).
- Jean-Baptiste Rebuffel (1738-1804), né à La Terrasse, homme d'affaires, inspecteur général des transports militaires, cousin de Stendhal.
- François Alexis Pison du Galland, né à La Terrasse en 1747, cousin de Stendhal, avocat, magistrat, député aux États Généraux de 1789 et à l'Assemblée nationale, auteur d'une version de la déclaration des "Droits de l'Homme".
- François Perret Imbert (né le 3 décembre 1766 à La Terrasse - mort le 9 mars 1807 à Montbrison), homme de loi, député au Conseil des Cinq-Cents et préfet de la Loire.
- docteur Joseph Ricci, maire de La Terrasse en 1877, promoteur de la station thermale et du tramway du Grésivaudan
- Henri Fabre, inventeur de l'hydravion, habitant le château du Carre[24].

### Héraldique
|  | La Terrasse (Isère) possède des armoiries dont l'origine et le blasonnement exact ne sont pas disponibles. |